# Talk of the Town (The Pretenders)
Talk of the Town è un singolo del gruppo musicale The Pretenders, pubblicato nel 1980 ed estratto dall'EP Extended Play e poi incluso anche nell'album Pretenders II.
Il brano è stato scritto da Chrissie Hynde.

## Tracce
- 7"

1. Talk of the Town
2. "Cuban Slide

- 7" (USA)

1. Talk of the Town
2. Stop Your Sobbing

## Classifiche
| Classifica (1980) | Posizione massima |
| ----------------- | ----------------- |
| Regno Unito       | 8                 |